# Havnar Bóltfelag
Havnar Bóltfelag je nogometni klub s Farskih otoka.
HB je najstariji klub na Farskim otocima, a osnovan je 1904. godine. Stadion ovog kluba je Gundadalur, a nalazi su u Tórshavnu i prima 5000 gledatelja. Najtrofejniji su klub s Farskih otoka.
Havnar Bóltfelag na farskome znači lučki nogometni klub.

## Naslovi

### Domaći
- Prvenstvo Farskih otoka: (24)

1955., 1960., 1963., 1964., 1965., 1971., 1973., 1974., 1975., 1978., 1981., 1982., 1988., 1990., 1998., 2002., 2003., 2004., 2006., 2009., 2010., 2013., 2018., 2020.
- Kup Farskih otoka: (30)

1955., 1957., 1959., 1962., 1963., 1964., 1968., 1969., 1971., 1972., 1973., 1975., 1976., 1978., 1979., 1980., 1981., 1982., 1984., 1987., 1988., 1989., 1992., 1995., 1998., 2004., 2019., 2020., 2023., 2024.

## Rekordi
- Najveća prvenstvena pobjeda: protiv kluba ÍF Fuglafjørður 14:1 (1971.)
- Najveći prvenstveni poraz: protiv kluba B36 Tórshavn 0:10 (1945.)
- Najveća kup pobjeda: protiv kluba Skansin Tórshavn (4. liga) 22:0 (1995.)
- Najveći kup poraz: protiv kluba TB Tvøroyri 2:6 (1977.)
- Najveća pobjeda u europskim natjecanjima: protiv kluba FK Budućnost Podgorica (Crna Gora) 4:0 (2021.) UEFA Europska konferencijska liga
- Najveći poraz u europskim natjecanjima: protiv kluba Tromsø IL (Norveška) 10:0 (1995.) Intertoto kup

## Vanjske poveznice
- Službena stranica  Arhivirana inačica izvorne stranice od 14. travnja 2009. (Wayback Machine)